# Одетта (балет)
«Одетта, или Безумие Карла VI, короля Франции» (фр. Odette ou la Démence de Charles VI) — исторический балет в шести частях с прологом балетмейстера Жюля Перро по собственному либретто, поставленный в миланском театре «Ла Скала» в 1847 году. Следуя обычаям этого театра, музыка действенных и хореографических сцен принадлежала разным композиторам: автором пантомим был Джакомо Паницца, авторами танцев — Джованни Байетти и Джованни Корфу.
Перро работал балетмейстером в Милане в 1847—1848 годах в перерывах между работой в Лондоне, после чего отбыл в Россию. Кроме «Одетты» в этом же театральном сезоне он перенёс сюда свой лондонский балет «Дочь разбойника», а также поставил новый балет «Фауст». Все постановки осуществлялась в расчёте на талант балерины Фанни Эльслер.
Премьерный показ «Одетты» состоялся 16 марта 1847 года и был прекрасно встречен публикой. Критик Бенедетто Бермани писал:

Эльслер — первая среди балерин, так же как самая изумительная среди мимов. Поручите ей маленькую роль в ничтожном балете, и она украсит её такими сокровищами вкуса и ума, что сделает почти великой. Дайте ей такого сочинителя, как Перро, и вы увидите, что за чудеса возникнут из содружества двух художников, способных понимать друг друга во всём объёме величия каждого.— цит. по Айвор Гест. Жюль Перро // перевод В. М. Красовской:193

## Сюжет
Сценарий, написанный Перро, стал вольным переложением событий из истории Франции рубежа XIV—XV веков (исторические несоответствия указаны Айвором Гестом в его работе, посвящённой балетмейстеру). Сюжет неоднократно использовался во французском театре, но, вероятно, балетмейстер отталкивался в первую очередь от модной парижской новинки — оперы Фроманталя Галеви «Карл VI», поставленной в Опере в 1843 году и возобновлённой в 1847-м.
Король Карл VI, представленный в балете в качестве положительного героя, терял рассудок из-за козней своей супруги Изабеллы Баварской и её сторонников. Его ангелом-хранителем стала юная Одетта, дочь вождя народных повстанцев Кабоша — чьё имя перекликается с реальной фавориткой короля Одеттой де Шамдивер.
Действие разворачивалось сначала в Париже, потом в лесу, затем вновь в городе. В сюжет, центром которого была Одетта, были вплетены дворцовые заговоры и приступы безумия короля. Балетовед В. М. Красовская отмечала, что драматические коллизии сценария «позволили Эльслер развернуть весь блеск своего мимического дара».
Пролог демонстрировал прибытие в Париж невесты короля Изабеллы Баварской. В её честь давался дивертисмент, где духи стихий — ундины (воды), саламандры (огня) и гномы (земли) — расступались перед дочерью воздуха Сильфидой, которую исполняла Одетта (появление романтической Сильфиды в средневековом городе В. М. Красовская расценивает как анахронизм).
Центром первой картины было pas de deux Одетты и Вийона — королевский шут был постоянным спутником героини и её партнёром в танцах, их отношения на протяжении балета напоминают об Эсмеральде и поэте Гренгуаре из другого балета Перро, «Эсмеральда» (1844). Здесь Одетта собиралась поднести цветы Изабелле, однако шут похищал их и затем дразнил партнёршу, увёртываясь от неё и притворяясь, что вот-вот отдаст букет (позднее этот же мотив был использован Мариусом Петипа в pas de trois I акта балета «Лебединое озеро»). Газеты особенно хвалили это действенное pas de deux с букетом. Следовавший затем диалог Изабеллы и Одетты схож с диалогом Батильды, невесты графа Альберта, и простолюдинки Жизели.
В пятой картине Вийон помогал Одетте спасти отца от казни на Гревской площади — что вновь перекликается с «Эсмеральдой»; к монарху возвращался разум, и он даровал помилование Кабошу. Балет завершался ликованием народа в грандиозном балабиле.

## Исполнители
- Карл VI, король Франции — Эфисио Катте
- Изабелла Баварская, королева Франции — Каролина Куатри
- Кабош[фр.], вождь народных повстанцев — Франческо Ранцани
- Одетта, дочь Кабоша — Фанни Эльслер
- Жоан Вийон, придворный шут — Жюль Перро